# Anorganska spojina
Anorganske spojine so po eni definiciji spojine, ki ne vsebujejo ogljika, z izjemo karbonatov in karbidov. Tradicionalno so mednje prištevali spojine neživalskega izvora. Podobno so organske spojine opredeljevali kot spojine biološkega izvora. V prejšnjem stoletju je razdelitev na organske in anorganske spojine izgubljala znanstveni pomen, predvsem zato, ker večino spojin dandanes pridobivamo sinteznega in ne iz naravnih virov. Mednarodna zveza za čisto in uporabno kemijo (IUPAC) ne deli spojin na organske in anorganske, tradicionalno pa področju znanosti, ki preučuje anorganske spojine, še vedno pravimo anorganska kemija.

## Novejša uporaba
Za anorganske spojine lahko opredelimo tiste, ki niso organske; organske spojine vsebujejo ogljikove vezi, pri čemer je vsaj en ogljikov atom kovalentno vezan na atom druge vrste (praviloma vodik, kisik ali dušik). Vendar se nekatere ogljik vsebujoče spojine tradicionalno prištevajo med anorganske.

## Anorganske spojine z ogljikom
Številne ogljik vsebujoče spojine se opredeljujejo kot anorganske, na primer: ogljikov monoksid, ogljikov dioksid, karbonati, cianidi, cianati, karbidi, tiocianati. 